# مونیگالیندو
مونیگالیندو دهستانی در استان آبیلای اسپانیا است.
در این دهستان ۴۳۷ نفر زندگی می‌کنند. مساحت این دهستان ۱۸٫۹۲ کیلومتر مربع است.